# Heesten
Heesten ist ein Ortsteil der Stadt Horn-Bad Meinberg im Kreis Lippe, Nordrhein-Westfalen.

## Geschichte
Am 1. Januar 1970 wurde Heesten nach dem Detmold-Gesetz in die neue Gemeinde Bad Meinberg-Horn eingegliedert. Diese wurde bereits am 10. September 1970 in Horn-Bad Meinberg umbenannt.